# 京都市立小野小学校
京都市立小野小学校（きょうとしりつ おのしょうがっこう）は京都府京都市山科区小野蚊ヶ瀬町にある公立小学校。

## 沿革
「小野小学校学校沿革史」による。
- 1979年（昭和54年）4月1日 - 開校。京都市立勧修小学校の校区の一部を分離する形（勧修小学校南分校）で発足した。
- 1994年（平成6年）4月 - 京都市福祉教育協力校指定（3年間）
- 2001年（平成13年）11月 - 授業改善推進協力校指定（1年間）
- 2013年（平成25年）5月 - 保幼小中連携推進事業実践事例研究推進校
- 2014年（平成26年）5月 - コミュニティスクール推進授業指定校、小中一貫教育推進事業指定校
- 2015年（平成27年）5月 - 人権教育推進事業指定校
- 2016年（平成28年）5月 - 豊かな学びリーディングスクール推進事業指定校（体育科）
- 2017年（平成29年）8月 - 全国学校体育研究優良校表彰
- 2017年（平成29年）11月 - 平成29年度優良PTA文部科学大臣表彰、学校保健・学校安全優良校表彰
- 2018年（平成30年）4月 - 「しなやかな道徳」推進指定校
- 2019年（平成31年）4月 - 文部科学省「道徳教育の抜本的改善・充実に係る支援事業」指定

## 通学区域
京都市山科区のうち、大宅石郡町、大宅烏田町、大宅神納町、大宅御供田町、大宅関生町、大宅細田町、小野蚊ケ瀬町、小野鐘付田町、小野河原町、小野御所ノ内町、小野御霊町、小野荘司町、小野高芝町、 小野葛籠尻町、小野西浦、小野弓田町、勧修寺閑林寺、勧修寺北大日、勧修寺北大日町、勧修寺御所内町、勧修寺小松原町、勧修寺下ノ茶屋町、勧修寺瀬戸河原町、勧修寺泉玉町、勧修寺繩手町、勧修寺仁王堂町、勧修寺西北出町、勧修寺冷尻、勧修寺東金ケ崎町、勧修寺東北出町、勧修寺東出町、勧修寺東堂田町、勧修寺平田町、勧修寺福岡町、勧修寺風呂尻町、勧修寺本堂山町、勧修寺丸山町、勧修寺南大日、勧修寺南大日町、勧修寺南谷町
山科区の南端に位置する。校区の中央を名神高速道路が東西に横断し、本校も名神高速のすぐそばに位置する。校区全域が京都市立勧修中学校の一部となっている。

## 通学区域が隣接している学校
- 京都市立大宅小学校
- 京都市立勧修小学校
- 京都市立百々小学校
- 京都市立稲荷小学校
- 京都市立深草小学校
- 京都市立栄桜小中学校
- 京都市立醍醐西小学校
- 京都市立北醍醐小学校